# نیم‌کره شرقی
نیمکرهٔ شرقی یا نیم‌سپهر خاوری واژه‌ای در دانش جغرافیا است و به منطقه‌ای اشاره می‌کند که از نصف‌النهار مبدأ (گرینویچ) آغاز شده و بخشی از کرهٔ زمین شامل قاره‌های آسیا، اروپا، آفریقا و اقیانوسیه و آب‌های اقیانوس هند است. این نیمکره به وسیلهٔ اقیانوس اطلس و اقیانوس آرام از نیمکرهٔ غربی جدا می‌شود. طول جغرافیایی ۲۰ درجهٔ غربی و ۱۶۰ درجهٔ شرقی غالباً مرزهای این نیمکره به‌شمار می‌آیند.

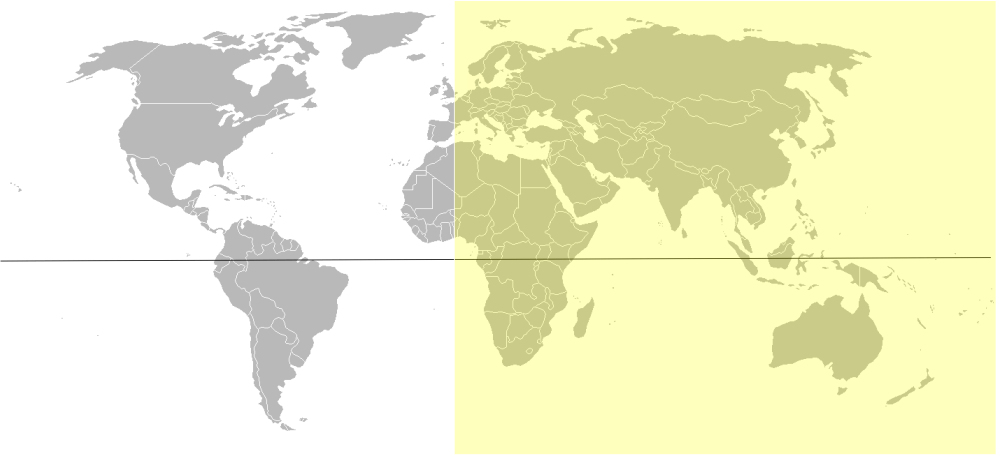
موقعیت جغرافیایی نیمکرهٔ شرقی در نقشهٔ مسطح زمین به رنگ زرد

 این منطقه از دیدگاه جغرافیای فرهنگی و ژئوپلیتیک به عنوان بر قدیم شناخته می‌شود. بر خلاف خط استوا که به‌طور واقعی زمین را به دو نیمکرهٔ شمالی و نیمکرهٔ جنوبی تقسیم می‌کند، تقسیم زمین به دو نیم‌کرهٔ شرقی و غربی حاصل یک پیمان بین‌المللی است و واقعیت فیزیکی ندارد.

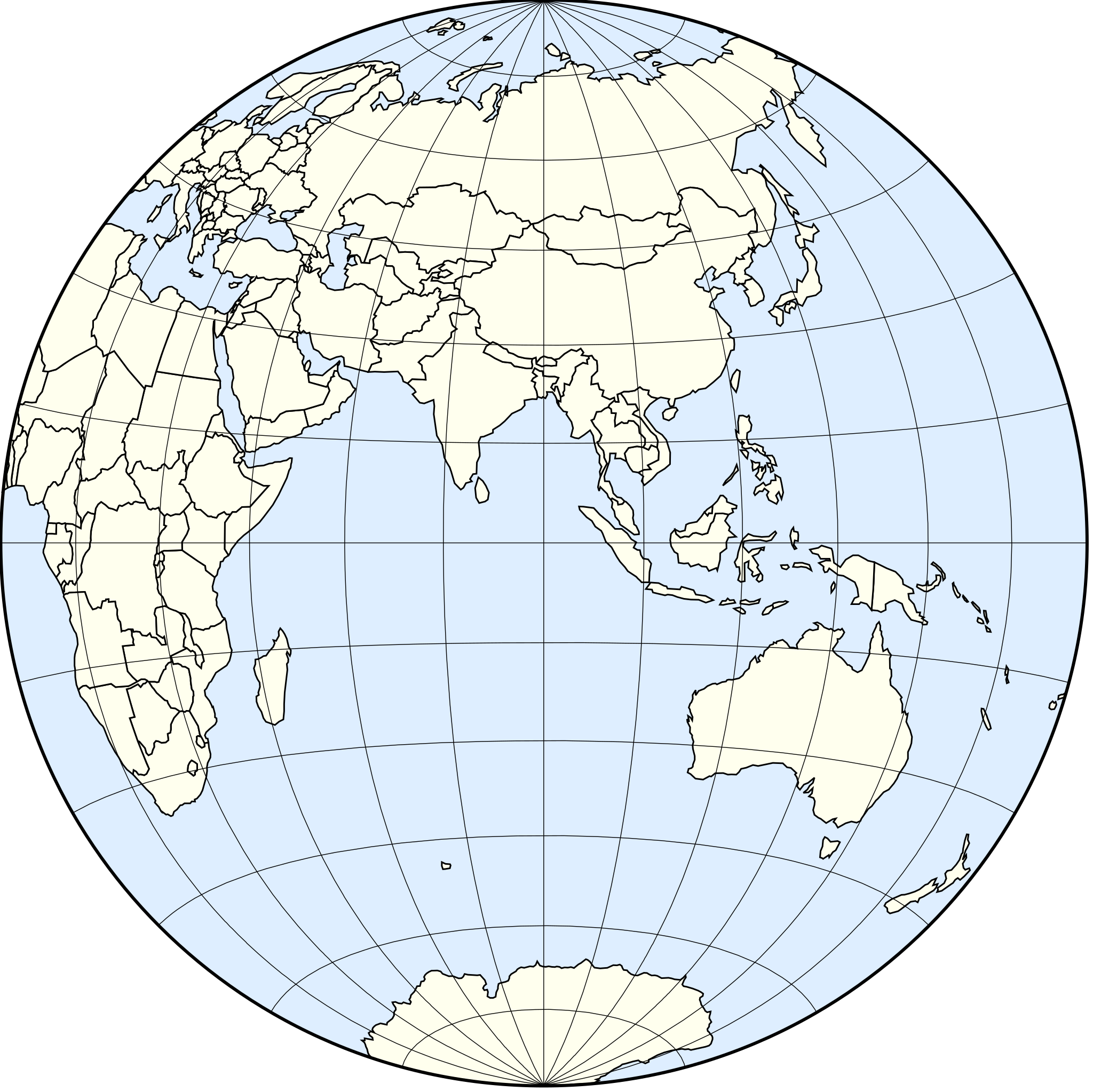
نیمکرهٔ شرقی در کرهٔ زمین

 نیمکرهٔ شرقی بیش از شش میلیارد نفر جمعیت دارد. تعداد و تنوع موجودات و مساحت خشکی‌های نیمکرهٔ شرقی بیشتر از نیمکرهٔ غربی است.